# Valutarisk

SEK/EUR från 1999-2019.

Valutarisk avser den risk som uppstår i transaktioner som denomineras i en annan valuta än den inhemska. Valutarisken uppstår när det finns en risk för att växelkursen mellan den inhemska valutan och den främmande valutan ändras på ett ogynnsamt sätt före det datum då transaktionen genomförs.